# 奇矮鮋科
奇矮鮋科，又一稱呼船首鮋科是輻鰭魚綱鮋形目的其中一科。

## 分布
本科魚類僅分布於澳洲沿海，為特有種類。

## 特徵
本科魚類體稍延長，體無鱗片，光滑或有小的乳突或有瘤突。所有的鰭條均為不分支鰭條；背鰭起點位於眼的上方或前方，一直延伸至尾部，或與尾鰭相連或互相游離，有19至25枚硬棘及7至17枚軟條；臀鰭有5至11枚硬棘及軟條3至7枚；胸鰭有8枚軟條；無腹鰭。峽部之前半部有肉質突起。體長可達30公分。

## 分類
船首鮋科下分3個屬，如下：

### 疣皮醜鮋屬(Aetapcus)
Aetapcus Scott, 1936
- 斑紋疣皮醜鮋 Aetapcus maculatus  (Günther, 1861)

### 新醜鮋屬(Neopataecus)
Neopataecus Steindachner, 1884
- 細尾新醜鮋 Neopataecus waterhousii

### 奇矮鮋屬(Pataecus)
Pataecus Richardson, 1844
- Pataecus armatus Johnston, 1891
- 羽冠奇矮鮋 Pataecus fronto Richardson, 1844
- Pataecus subocellatus Günther, 1872